# Davids samling

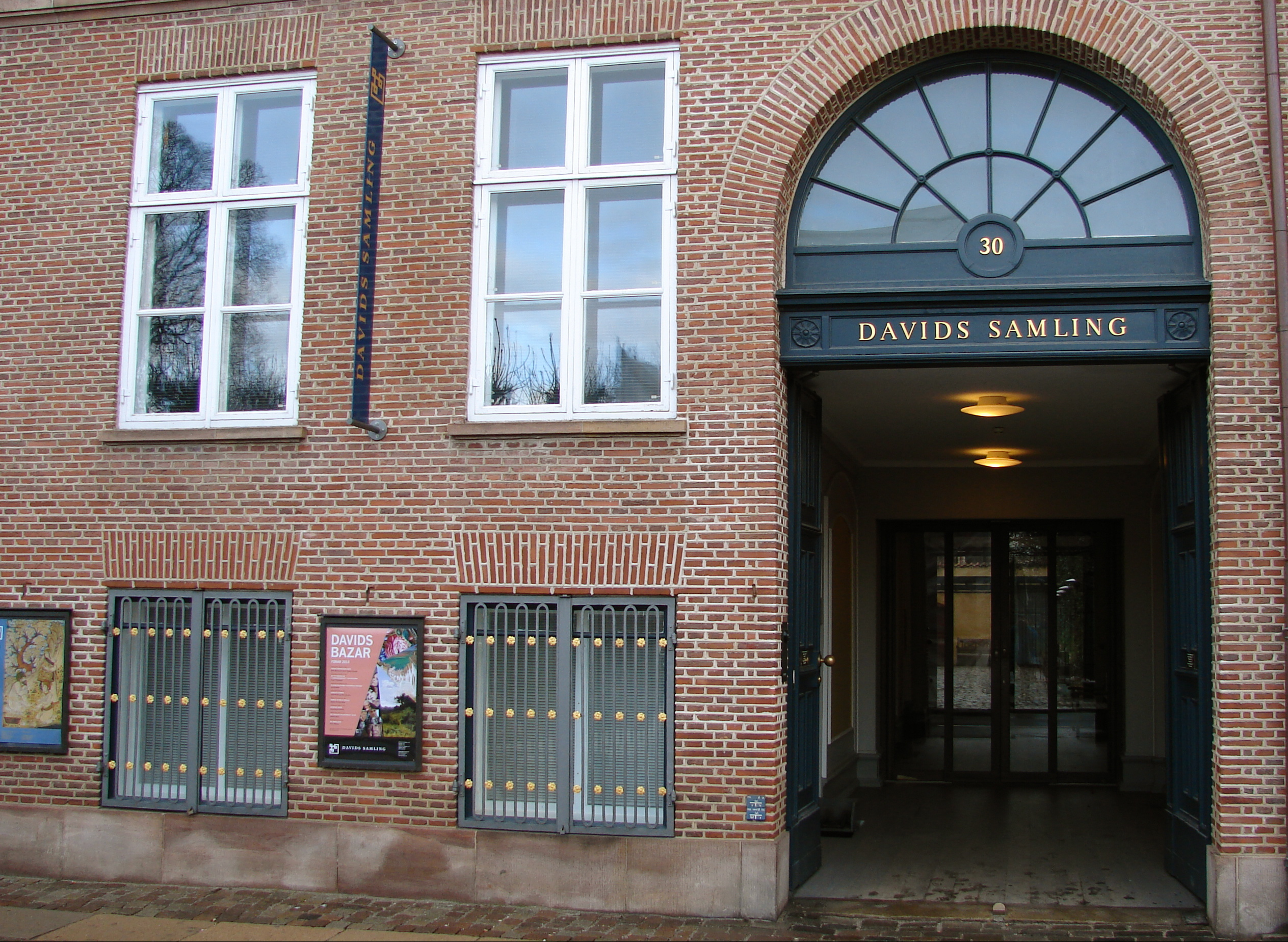
Davids samling.

Kaukasisk vävnad från 1700-talet

Davids Samling är ett konstmuseum i Köpenhamn, som inrymmer konst och konsthantverk från Europa från 1700-talet, från dansk guldålder och från den islamiska världen mellan 600-talet och 1800-talet.
Samlingen av islamisk konst är en av de största i Nordeuropa. Av nyare dansk konst visas målningar av Theodor Philipsen, J.F. Willumsen, L.A. Ring och Peter Hansen samt elva verk av Vilhelm Hammershøi.
Personen bakom Davids samling är domaren i högsta domstolen Christian Ludvig David (1878–1960), som själv hade anskaffat grundstommen till samlingen. I december 1945 blev samlingen en fristående institution, C.L. Davids Fond og Samling, och museet öppnade 1948. Vid Christian Ludvig Davids död ärvde Davids samling hela hans kvarlåtenskap.
Museet ligger på Kronprinsessegade 30–32, vid Kongens Have.

## Bildgalleri

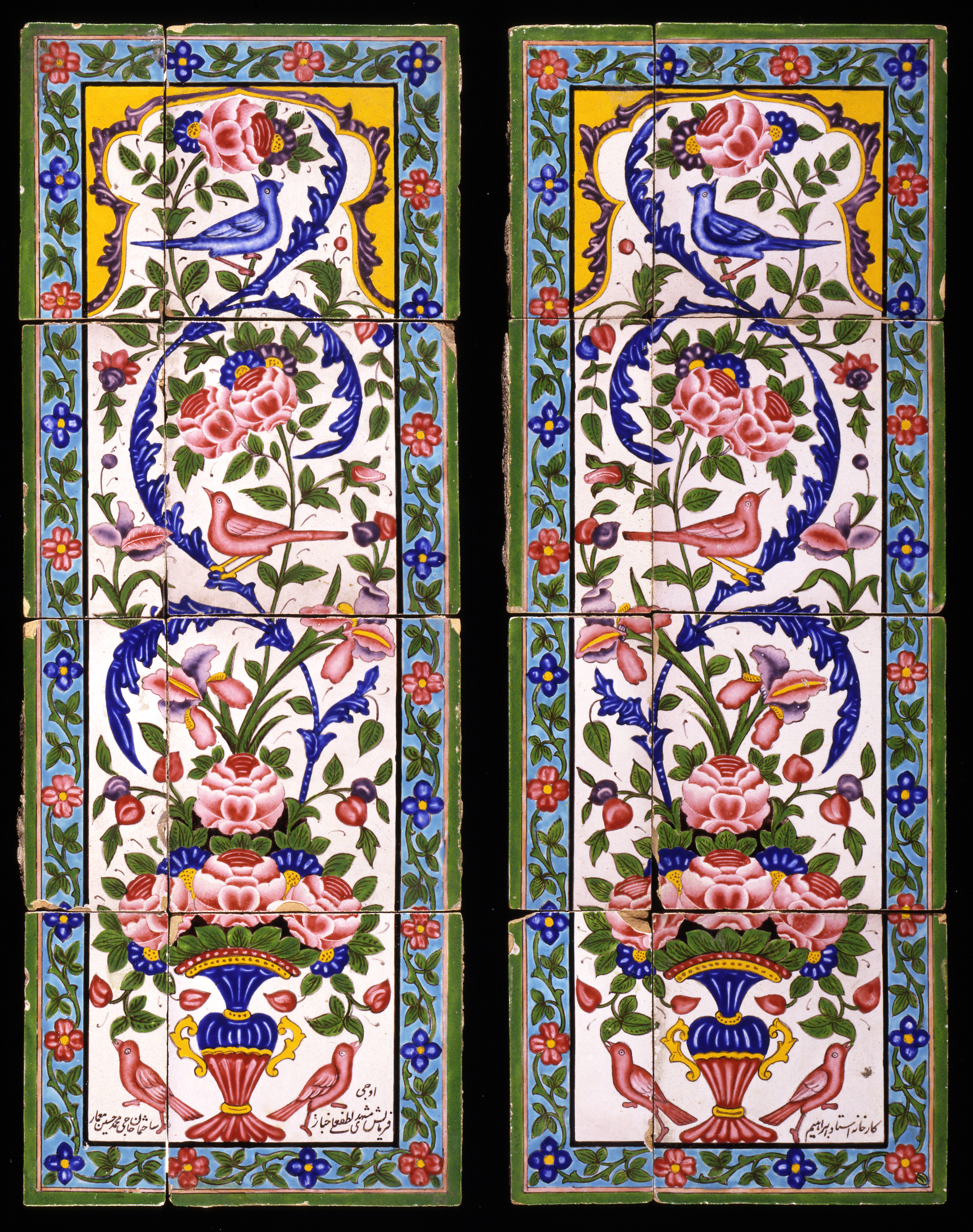
Keramikplattor från Iran från början av 1800-talet
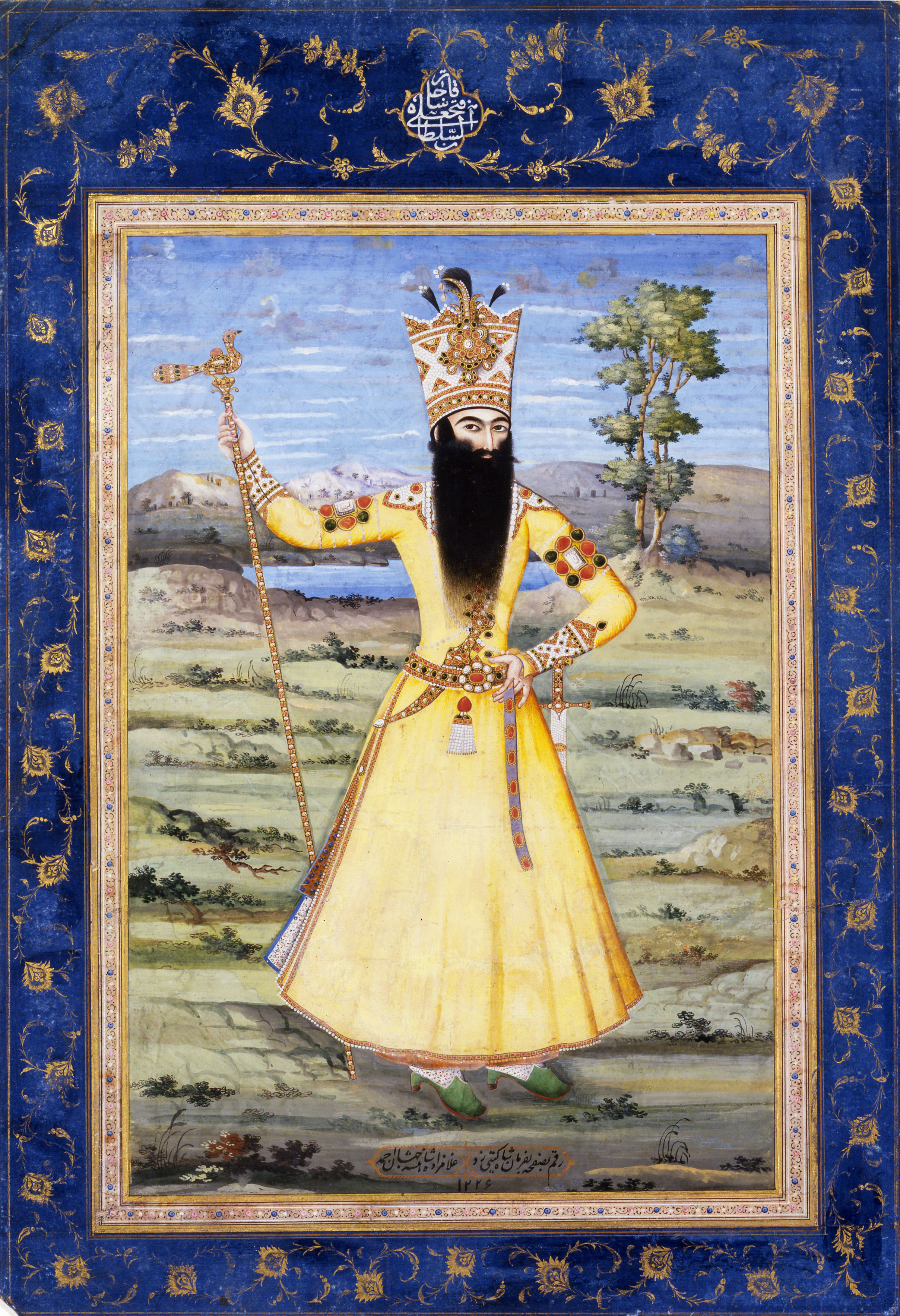
Miniatyrmålning av Fath Ali Shah Qajar
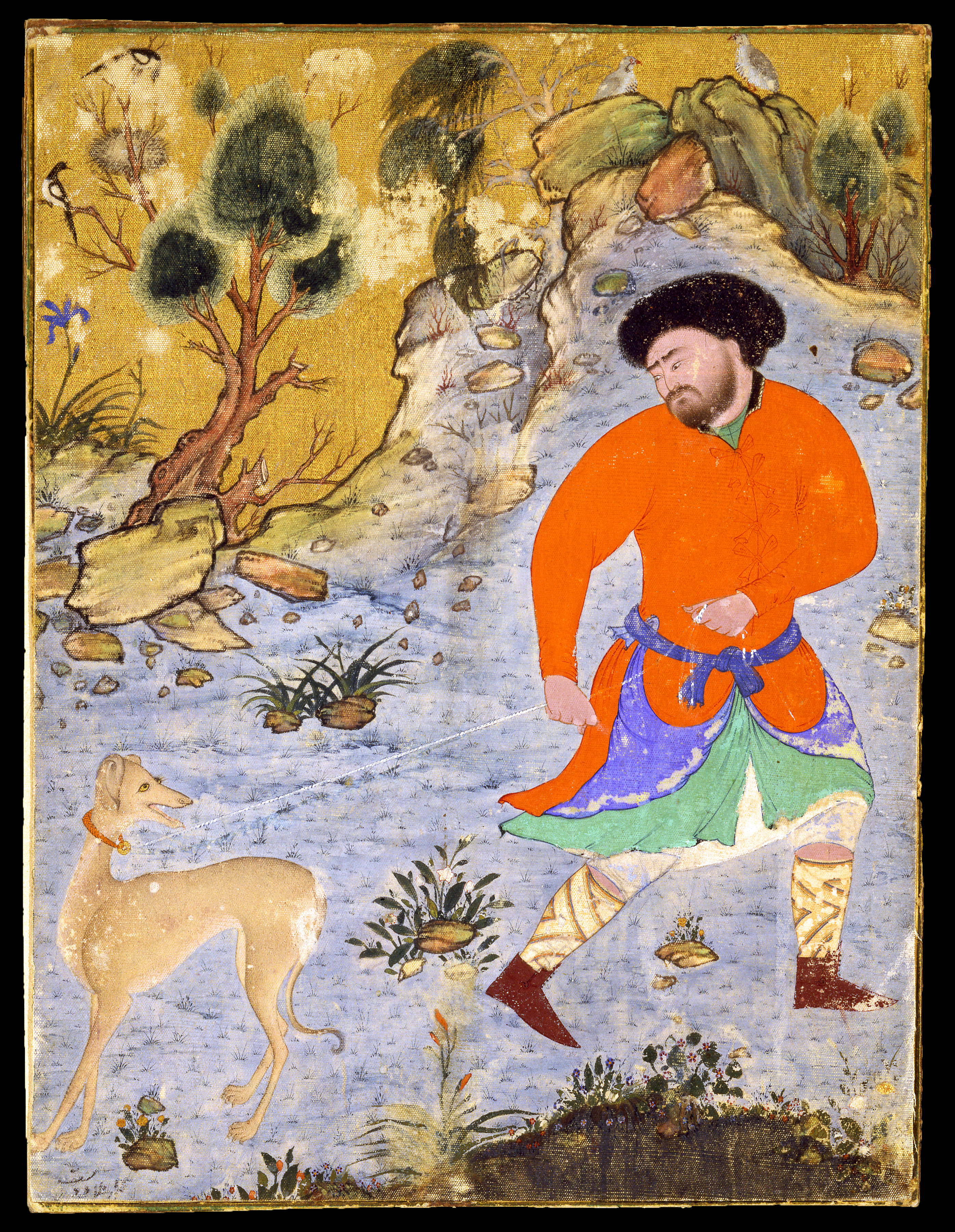
Verk av Dust Muhammads skola
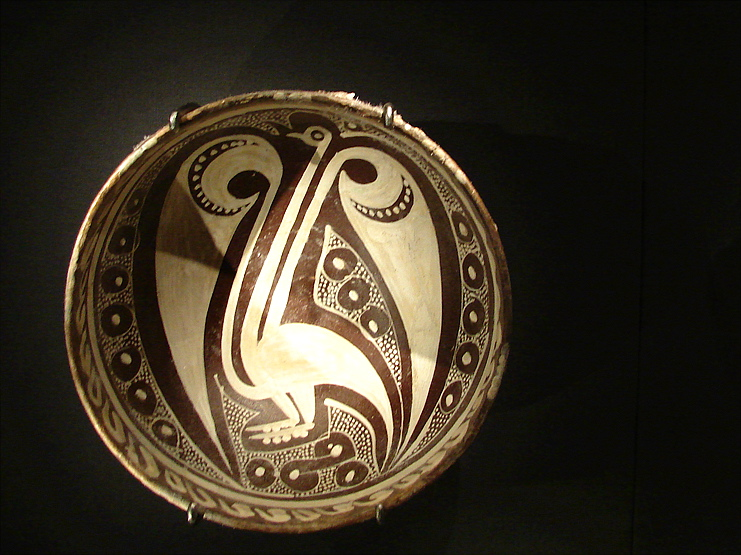
Skål från östra Iran från 900-talet